# Thomas R. Limerick
Thomas Robert Limerick (Council Bluffs, 7 gennaio 1903 – San Francisco, 23 maggio 1938) è stato un criminale statunitense.

## Biografia
Entrò in una banda di rapinatori di banche con sede nella Contea di Gage e guidato da Maurice Denning con cui ha rapinato varie banche negli Stati Uniti. Limerick è stato arrestato il 25 maggio 1935 in Saint Joseph ed è stato condannato al carcere a vita nel penitenziario di Leavenworth, ma poi fu trasferito ad Alcatraz.
Nella primavera del 1938 pianifica insieme a Rufus Franklin e James Lucas un piano di tentativo di fuga e durante la notte del 23 maggio dello stesso anno lo hanno messo in atto. Limerick è morto durante la notte stessa. Dopo i funerali, il suo corpo venne sepolto presso il Cimitero di Fairview di Council Bluffs, Iowa.

## Rappresentazioni nei media
Limerick è apparso nel documentario Escape from Alcatraz: The True Stories! del 1997.